# I. Halparuntijasz
A Halparuntijasz (Ḫalpapa-run-ti-ya-š(a)) nevet egy i. e. 858 előtt élő gurgumi uralkodó viselte. Vélhetően azonos az asszír forrásokból Halparunta vagy Qalparunda (asszír nyelven: Ḫalpapa-runta-a-š(a), vagy Qalparunda, Qalparunta, Kalparuda) néven ismert unkibeli királlyal, mivel i. e. 857 és 853 között Kinalua területén is feltűnik a Halparuntijasz névalak.

## Külső hivatkozások
- Tell Tayinat régészeti lelőhelye (angol nyelven)

| Előző uralkodó: Muvizisz | Gurgum királya i. e. 858(?) – (?) | Következő uralkodó: II. Muvatallisz |

| Előző uralkodó: Halparunta(?) | Hattina királya i. e. 840 körül (?) | Következő uralkodó: II. Lubarna |